# Ruth von Mayenburg
Ruth Frieda Joachima Heinsius von Mayenburg (* 1. Juli 1907 in Serbitz, Österreich-Ungarn; † 26. Juni 1993 in Wien) war eine österreichische Sachbuchautorin und Übersetzerin. Seit den Adelsaufhebungsgesetzen in Österreich und der Tschechoslowakei 1919 hieß sie Mayenburg.

## Leben

Ruth Mayenburg (1923)

Ihre Vorfahren stammen aus der preußischen Provinz Brandenburg, aus der Mittelmark und dem Lebuser Land. Ruth von Mayenburg war eine Tochter des Bergwerkdirektors Max Heinsius von Mayenburg und der Lucie von Thümen-Gräfendorf, Tochter der Bertha Elisabeth Tuscany und des Botanikers Felix von Thümen-Gräfendorf. Sie hatte drei Geschwister, Maximiliana, Wolfgang und Felicie. Mayenburg wuchs in der böhmischen Kleinstadt Teplitz-Schönau auf. Sie begann ein Architekturstudium an der Technischen Hochschule Dresden. 1930 übersiedelte sie nach Wien zu Frau Netka Latscher-Lauendorf, einer Freundin ihrer Mutter und Lebensgefährtin des späteren österreichischen Bundespräsidenten Theodor Körner. Über die beiden kam Ruth (von) Mayenburg in einen Kreis junger Sozialisten, wo sie intellektuelle Freunde wie den Schriftsteller Elias Canetti oder den Arbeiter-Zeitung-Redakteur Ernst Fischer kennenlernte, die ihr politisches Denken prägten. Ebenfalls 1930 lernte sie General Kurt von Hammerstein-Equord kennen, der Ende des Jahres Chef der Heeresleitung geworden war, und tauschte für ihn nach 1933 konspirativ Nachrichten mit der Spitze der Sowjetarmee aus. 1932 heiratete sie Ernst Fischer.
1934 nahm sie aktiv am Februaraufstand teil, musste anschließend ins Ausland (Prag, dann UdSSR) fliehen und wurde in Österreich ausgebürgert. Von 1938 bis 1945 wohnte sie im Hotel Lux. In der Emigration wurde sie Mitglied der illegalen KPÖ, spionierte für die Rote Armee, leistete Kurierdienste und war für die Kommunistische Internationale (Pressebüro) tätig. Während des Zweiten Weltkriegs war sie Mitarbeiterin der Propaganda-Abteilung der Sowjetarmee, zuletzt als Obristin.
Nach ihrer Rückkehr nach Österreich 1945 wurde sie Generalsekretärin der Österreichisch-Sowjetischen Gesellschaft, war als Filmdramaturgin bei der Wien-Film tätig und wirkte unter anderem am Film Wiener Mädeln (1944/49) von Willi Forst mit. 1946 brachte sie ihre Tochter Marina zur Welt (siehe Marina Fischer-Kowalski). 1966 trat sie zwar aus der KPÖ aus, in ihrem 1969 veröffentlichten autobiografischen Roman „Blaues Blut und Rote Fahnen“ schilderte sie aber Vorgänge und führende Personen ihrer Zeit in der Sowjetunion noch weitgehend positiv. Seit dem Tod von Ernst Fischer 1972 dagegen nahm sie davon zunehmend Abstand. In ihrem 1978 erschienenen Buch „Hotel Lux“ übte sie schließlich deutliche Kritik an den damaligen Zuständen in der Sowjetunion und den zahlreichen deutschen Emigranten, die sie im Hotel Lux kennengelernt hatte, so auch Herbert Wehner. In zweiter Ehe war sie mit Kurt Dieman-Dichtl verheiratet. Zuletzt konzentrierte sie sich auf ihre Tätigkeit als Schriftstellerin und Übersetzerin.
Der Unternehmer Ottomar von Mayenburg und der Architekt Georg Heinsius von Mayenburg sind ihre Onkel.

## Publikationen
- Blaues Blut und rote Fahnen. Revolutionäres Frauenleben zwischen Wien, Berlin und Moskau. Molden, Wien u. a. 1969. Diverse Ausgaben, zuletzt: Promedia, Wien 1993. ISBN 3-900478-72-4.
- Hotel Lux. Bertelsmann, München 1978. ISBN 3-570-02271-4. Diverse Ausgaben, zuletzt: Hotel Lux – die Menschenfalle. Elisabeth Sandmann Verlag, München 2011. ISBN 978-3-938045-60-2.